# کشت بافت گیاهی
کشت بافت گیاهی به دسته‌ای از شیوه‌های نگهداری یا پرورش یاخته‌ها، بافت‌ها یا اندام‌های گیاهی گفته می‌شود که با هدف تولید و پرورش گیاه با اهداف پژوهشی یا تجاری و در شرایط کاملاً گندزدایی‌شده و استریل، و بر یک بستر کاشت با ترکیب شناخته‌شده‌ای از مواد مغذی انجام می‌شود. از این روش به گستردگی برای تولید مثل رویشی یک گیاه به کار می‌رود که با نام ریزازدیادی نیز شناخته می‌شود. شیوه‌هایِ مختلفِ کشت بافت گیاهی می‌تواند مزایای خاصی نسبت به شیوه‌های ازدیاد سنتی داشته باشد. برای نمونه:
- گیاهان ازدیادشده رونوشت دقیق همان گیاه مادری است که به‌طور مشخص گل یا میوه بیشتری تولید یا ویژگی‌های مطلوبی که ما به دنبال آن هستیم را داراست.
- تولید گیاهان بالغ بسیار سریع انجام می‌شود.
- می‌توان تعداد بسیار بالایی از گیاه را بدون بذر یا وجود زنبورهای لازم برای گرده‌افشانی تولید کرد.
- بازسازی گیاهان یا دوباره‌زنده‌کردن گیاهانی که منقرض یا کمیاب شده‌اند از یاخته‌های گیاهی که اصلاح ژنتیکی شده باشند ممکن می‌شود.
- تولید گیاهان در ظروف گندزدایی‌شده که احتمال ابتلای آنها را به بیماری، آفات گیاهی و عوامل بیماری‌زا به حداقل می‌رساند.
- تولید گیاهان از بذرهایی که بدون شیوه کشت بافت گیاهی، احتمال جوانه‌زنی و رشدشان بسیار کم است. برای نمونه: ثعلبیان (ارکیده) و گیاه پارچ.
- کاهش میزان استفاده از سموم شیمیایی.
- برای تمیز کردن گیاهان خاص از عفونت‌های ویروسی و سایر عفونت‌ها و تکثیر سریع این گیاهان به عنوان «موجودی پاک شده» برای باغداری و کشاورزی.

کشت بافت گیاهی بر این پایه استوار است که بسیاری از یاخته‌های گیاهی توانایی بازتولید گیاه را دارند که به آن توان سلولی گفته می‌شود. غالباً می‌توان برای تولید گیاه جدید در محیط کشت تک یاخته‌های گیاهان، یاخته‌های گیاهی بدون دیواره یاخته (پروتوپلاست)، تکه‌های برگ، ساقه یا ریشه گیاه را به کار برد تا گیاه جدیدی را بر بستر کشتی که دارای مواد مغذی و هورمون‌های گیاهی مورد نیاز است بازآفرید. 

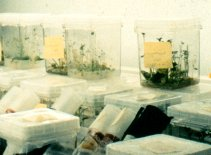
درون‌کشتگاهی بافتِ ریزنمونه‌های سیب زمینی

 هورمون‌های گیاهی، چگونگی رشد بافت گیاه در محیط کشت را تعیین می‌کنند. به عنوان مثال گروهی از هورمون‌های گیاهی باعث ایجاد شاخه زایی می‌شوند و گروهی دیگر، گیاه را به سمت تولید ریشه می‌برند.

## شیوه‌ها
آماده‌سازی بافت گیاهی برای کشت بافت در شرایط گندزدایی‌شده در محیطی که به فیلتر هپا مجهز است شده انجام می‌شود. بافت در ظروف استریل مانند پتری دیش یا فلاسک در یک اتاق رشد با درجه حرارت و شدت نور کنترل شده رشد می‌کند. سطح خارجی (و گاهی سطح داخلی) اجزاء زنده گیاهی به‌طور طبیعی آلوده به ریزاندامگان است؛ بنابراین قبل از گرفتن نمونه‌های مناسب سطح آنها در محلول‌های شیمیایی (معمولاً الکل و سدیم یا کلسیم هیپوکلریت) استریل می‌شوند. ریزنمونه‌های گندزدایی‌شده معمولاً روی سطح یک محیط کشت جامد استریل قرار می‌گیرند. گاهی نیز مستقیماً در یک محیط مایع استریل قرار می‌گیرند. برای تولید محیط کشت جامد گیاه، از آگار استفاده می‌کنند.
هر کدام از گیاهان بر اساس پروتکل‌هایی که معمولاً به روش آزمون و خطا به دست می‌آید برای رشد به بسترهای خاصی احتیاج داشته که میزان مواد معدنی، آنزیم‌ها و ویتامین‌ها و نیز هورمون‌های گیاهی، در هر کدام متفاوت است و هدف کشت بافت و نوع گیاه، این ترکیب را تعیین می‌کند. از ساکاروز نیز به عنوان منبع تأمین کربن برای بافت گیاهی در محیط کشت استفاده می‌شود.